# Nilobezzia henanei
Nilobezzia henanei är en tvåvingeart som beskrevs av Jean Clastrier 1962.
Nilobezzia henanei ingår i släktet Nilobezzia och familjen svidknott. Inga underarter finns listade i Catalogue of Life.